# Ptosima indica
Ptosima indica es una especie de escarabajo joya del género Ptosima, de la subfamilia Polycestinae, orden Coleoptera.

## Distribución
Se distribuye por la región indomalaya.

## Taxonomía
Fue descrita por Laporte & Gory en 1835.